# Лео Граймль
Лео Граймль (нім. Leo Greiml, нар. 3 липня 2001, Горн) — австрійський футболіст, захисник німецького клубу «Шальке 04».

## Ігрова кар'єра
Народився 3 липня 2001 року в місті Горн. Вихованець юнацьких команд футбольних клубів «Горн» та «Санкт-Пельтен», а у травні 2018 року перейшов у «Рапід» (Відень), де став виступати за резервну команду в якій провів два сезони, взявши участь у 35 матчах Регіональної ліги. У травні 2019 року він підписав контракт з «Рапідом» до червня 2022 року.
30 травня в матчі австрійської Бундесліги Граймль дебютував за «Рапід» (Відень) у грі проти «Штурма» (1:2).

## Виступи за збірні
У лютому 2017 року Граймль дебютував за юнацьку збірну Австрії U-16 і загалом за три роки на юнацькому рівні провів 17 ігор..
17 листопада 2020 року Лео дебютував у молодіжній збірній Австрії в грі проти Андорри (4:0) у відборі на молодіжне Євро-2021.

## Статистика виступів

### Статистика клубних виступів
| Сезон             | Команда             | Чемпіонат         | Чемпіонат | Чемпіонат | Національний кубок | Національний кубок | Національний кубок | Континентальні кубки | Континентальні кубки | Континентальні кубки | Інші змагання | Інші змагання | Інші змагання | Усього | Усього | Усього |
| Сезон             | Команда             | Ліга              | Ігор      | Голів     | Ліга               | Ігор               | Голів              | Ліга                 | Ігор                 | Голів                | Ліга          | Ігор          | Голів         | Ігор   | Голів  |        |
| ----------------- | ------------------- | ----------------- | --------- | --------- | ------------------ | ------------------ | ------------------ | -------------------- | -------------------- | -------------------- | ------------- | ------------- | ------------- | ------ | ------ | ------ |
| 2018–19           | «Рапід ІІ» (Відень) | РЛ                | 21        | 0         |                    | -                  | -                  |                      | -                    | -                    |               | -             | -             | 21     | 0      |        |
| 2019–20           | «Рапід ІІ» (Відень) | РЛ                | 14        | 0         |                    | -                  | -                  |                      | -                    | -                    |               | -             | -             | 14     | 0      |        |
| 2018–19           | «Рапід» (Відень)    | БЛ                | 1         | 0         | КА                 | 0                  | 0                  | ЛЄ                   | 0                    | 0                    |               | -             | -             | 1      | 0      |        |
| 2019–20           | «Рапід» (Відень)    | БЛ                | 9         | 0         | КА                 | 0                  | 0                  |                      | -                    | -                    |               | -             | -             | 9      | 0      |        |
| 2020–21           | «Рапід» (Відень)    | БЛ                | 15        | 0         | КА                 | 2                  | 0                  | ЛЧ+ЛЄ                | 2+2                  | 0                    |               | -             | -             | 21     | 0      |        |
| Усього за кар'єру | Усього за кар'єру   | Усього за кар'єру | 60        | 0         |                    | 2                  | 0                  |                      | 4                    | 0                    |               | -             | -             | 66     | 0      |        |

## Досягнення
Особисті
- Команда місяця Ередивізі: листопад 2024[5]